# ریچارد الیوت فرایدمن
ریچارد الیوت فریدمن (انگلیسی: Richard Elliott Friedman؛ زادهٔ ۵ مهٔ ۱۹۴۶) نویسنده اهل ایالات متحده آمریکا است. پژوهشگر کتاب مقدس، الهی‌دان و مترجم آمریکایی است که در حال حاضر به عنوان استاد دانشگاه آن و جی دیویس در مطالعات یهودی دردانشگاه جورجیا خدمت می‌کند.
در اثرش چه کسی کتاب مقدس را نوشت؟ او تحلیلی به روز از فرضیه مستند ارائه می‌کند.

## در خروج
فریدمن در کتاب سال ۲۰۱۷ خود «خروج: چگونه اتفاق افتاد و چرا مهم است» استدلال می‌کند که خروج بنی‌اسرائیل از مصر تنها شامل چند هزار نفر بود که در طول سلطنت هر یک از فرعون‌ها رامسس دوم یا پسرش فرعون مرنپتاه مصر را ترک کردند.
این گروه بعداً با بنی اسرائیل ادغام شد و آیین یهوه را در کنعان همراه با ایده یکتاپرستی/تک‌پرستی که احتمالاً با الهام از اصلاحات مذهبی فرعون آخناتون بود، معرفی کرد. زمانی که در اسرائیل، «فرقه یهوه» جایگزین فرقه خدای کنعانی ال (خدا) شد و این دو خدا در ذهنیت دینی اسرائیل یکی شدند. این گروه از مهاجران بعداً قبیله لاوی را تشکیل دادند. فریدمن استدلال می‌کند که این موضوع برای شکل‌گیری توحید حیاتی بود.
یکی از شواهدی که فریدمن برای فرضیه خود استفاده می‌کند، نام‌های مصری است که لاویان کتاب مقدس دارند. نام‌هایی مانند موسی، هارون، فینیاس و غیره که ممکن است ریشه مصری داشته باشند. فریدمن همچنین به شباهت‌های میشکان با خیمه جنگی رامسس دوم اشاره می‌کند. فریدمن اشاره می‌کند که منابع لاوی تورات اغلب به فرمانی اشاره می‌کنند که با غریبه در سرزمین خود خوب رفتار کنید، زیرا «شما در سرزمین مصر غریب بودید.»
نام «یهوه»، به گفته فریدمن، احتمالاً از خدای عشایر شاسو «یهوه» الهام گرفته شده‌است که حضورش را دو متن مصری از زمان فراعنه آمنهوتپ سوم (قرن چهاردهم پیش از میلاد) و رامسس دوم (قرن سیزدهم قبل از میلاد) گواهی می‌دهند. فریدمن همچنین این فرضیه را مطرح می‌کند که لاویان ممکن است در مدین با «یهوه» مواجه شده باشند.
فریدمن همچنین این ایده را رد می‌کند که یکتاپرستی یهودی در طول اسیران یهودی در بابل متولد شده‌است (نگاه کنید به کتاب اشعیا) و استدلال می‌کند که مفهوم یکتاپرستی/تک‌گرایی در قوم اسرائیل از قرن دوازدهم پیش از میلاد وجود داشته‌است. اگرچه برای قرن‌ها با مقاومت شدید بخش‌های مشرک اسرائیل مواجه شد.
این کتاب از چند محقق و باستان‌شناس کتاب مقدس مانند توماس رومر، کارول مایرز و توماس ای. لوی و از نشریاتی مانند پابلیشرز ویکلی، قرن مسیحی (مجله) و مجله یهودی (بوستون شمالی) نکات و نقد مثبتی دریافت کرده‌است.